# Sheridan (Illinois)
Sheridan – wieś w Stanach Zjednoczonych, w stanie Illinois, w hrabstwie LaSalle.